# Камский бассейновый округ

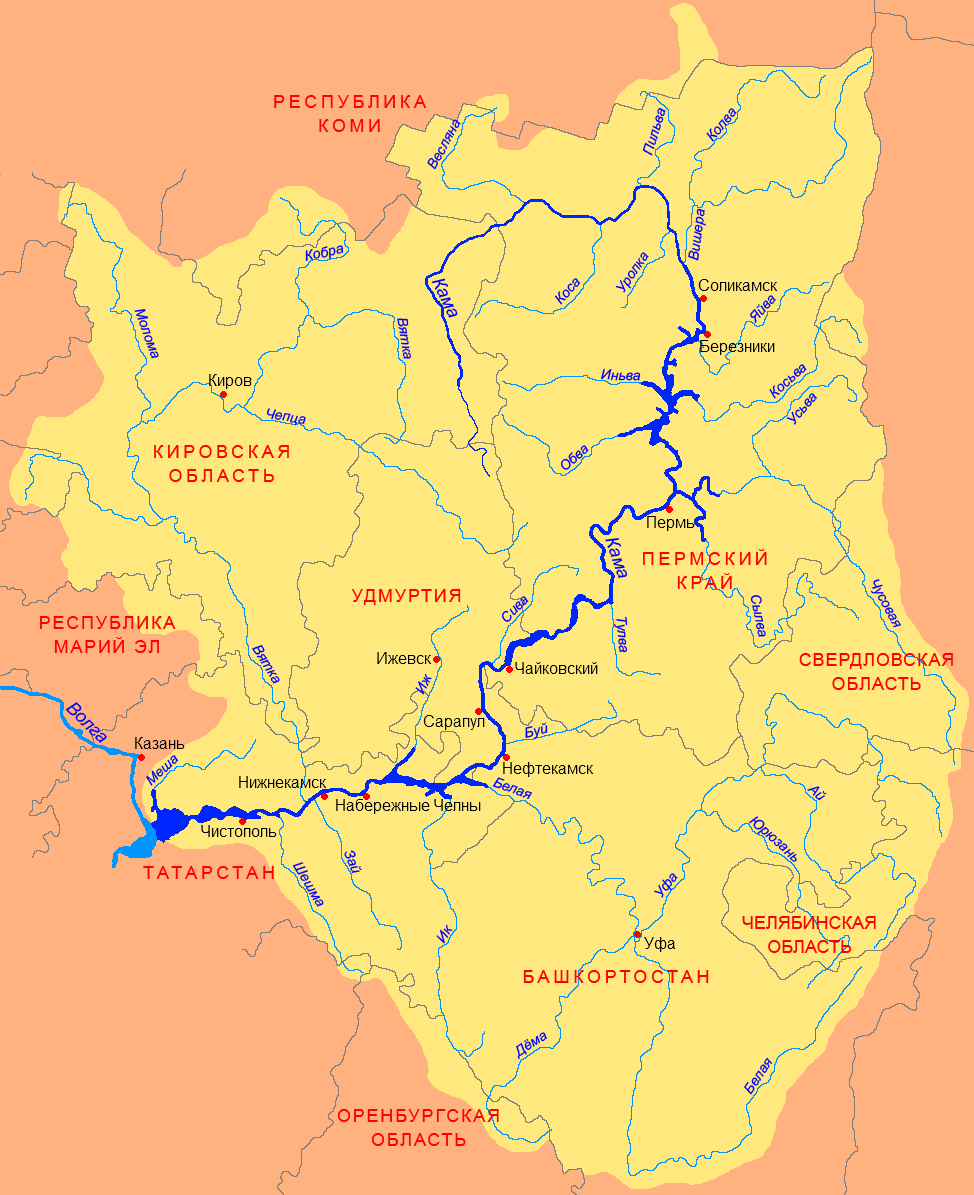
Бассейн реки Кама

Камский бассейновый округ — один из 20 бассейновых округов России (согласно ст.28 Водного Кодекса).
Появился в 2006 году с целью выделения особой области использования и охраны водных объектов бассейна Камы и связанных с ним подземных водных объектов.
Подразделы Камского бассейнового округа выделяются цифровым кодом 10.
Подразделяется на:
- 10.01 — Кама
  - 10.01.01 — Кама до Куйбышевского водохранилища (без бассейнов рек Белой и Вятки)[1]
    - 10.01.01.001 — Кама от истока до в/п с. Бондюг
    - 10.01.01.002 — Кама от в/п с. Бондюг до г. Березники
    - 10.01.01.003 — Косьва от истока до Широковского г/у
    - 10.01.01.004 — Ревда от истока до Новомариинского г/у
    - 10.01.01.005 — Чусовая от истока до г. Ревда без р. Ревда (от истока до Новомариинского г/у)
    - 10.01.01.006 — Чусовая от г. Ревда до в/п пгт. Кын
    - 10.01.01.007 — Чусовая от в/п пгт. Кын до устья
    - 10.01.01.008 — Сылва от истока до устья
    - 10.01.01.009 — Кама от г. Березники до Камского г/у без р. Косьва (от истока до Широковского г/у), Чусовая и Сылва
    - 10.01.01.010 — Кама от Камского г/у до Воткинского г/у
    - 10.01.01.011 — Буй от истока до Кармановоского г/у
    - 10.01.01.012 — Иж от истока до устья
    - 10.01.01.013 — Ик от истока до устья
    - 10.01.01.014 — Кама от Воткинского г/у до Нижнекамского г/у без рр. Буй (от истока до Кармановского г/у), Иж, Ик и Белая
    - 10.01.01.015 — Кама от Нижнекамского г/у до устья без р. Вятка

  - 10.01.02 — Белая
    - 10.01.02.001 — Белая от истока до в/п Арский Камень[2]
    - 10.01.02.002 — Белая от в/п Арский Камень до Юмагузинского г/у
    - 10.01.02.003 — Нугуш от истока до Нугушского г/у
    - 10.01.02.004 — Белая от Юмагузинского г/у до г. Салават без р. Нугуш (от истока до Нугушского г/у)
    - 10.01.02.005 — Белая от г. Салават до г. Стерлитамак
    - 10.01.02.006 — Сим от истока до устья
    - 10.01.02.007 — Белая от г. Стерлитамак до в/п с. Охлебино без р. Сим
    - 10.01.02.008 — Уфа от истока до Долгобродского г/у
    - 10.01.02.009 — Уфа от Долгобродского г/у до Нязепетровского г/у
    - 10.01.02.010 — Ай от истока до устья
    - 10.01.02.011 — Уфа от Нязепетровского г/у до Павловского г/у без р. Ай
    - 10.01.02.012 — Уфа от Павловского г/у до в/п пгт. Шакша
    - 10.01.02.013 — Дёма от истока до в/п д. Бочкарева
    - 10.01.02.014 — Белая от в/п с. Охлебино до г. Уфа без рр. Уфа (от истока до пгт. Шакша) и Дема (от истока до в/п д. Бочкарева)
    - 10.01.02.015 — Белая от г. Уфа до г. Бирск
    - 10.01.02.016 — Белая от г. Бирск до устья

- - 10.01.03 — Вятка[3]
    - 10.01.03.001 — Чепца от истока до устья
    - 10.01.03.002 — Вятка от истока до г. Вятка без р. Чепца
    - 10.01.03.003 — Вятка от г. Вятка до г. Котельнич
    - 10.01.03.004 — Вятка от г. Котельнич до в/п пгт. Аркуль
    - 10.01.03.005 — Вятка от в/п пгт. Аркуль до г. Вятские Поляны
    - 10.01.03.006 — Вятка от г. Вятские Поляны до устья